# おなじ空の下で (井口裕香の曲)
『おなじ空の下で』（おなじそらのしたで）は、井口裕香の12作目のシングル。2019年2月13日発売。発売元はワーナー・ブラザース ホームエンターテイメント。

## 解説
11枚目のシングル『終わらない歌』と同時発売したシングル。本作の表題曲は、アニメーション映画『劇場版 ダンジョンに出会いを求めるのは間違っているだろうか -オリオンの矢-』の主題歌に使用された。井口が劇場アニメの主題歌を担当するのは本作が初めてである。
カップリング曲「Treasure」は、ゲーム「ダンジョンに出会いを求めるのは間違っているだろうか インフィニト・コンバーテ」の主題歌に使用され、『ダンまち』一色のシングルとなっている。表題曲、カップリング曲ともに、Satomiが作詞した楽曲である。
本作はアーティスト盤（CD＋DVD）、通常盤（CD）の2形態で発売され、『リトルチャームファング』以来7作ぶりにアニメ盤が存在しないシングルとなった。アーティスト盤には「おなじ空の下で」のミュージックビデオおよびメイキング映像と、TVCFを収録したDVDが付属している。
同時発売の「終わらない歌」と同日に九十九里浜でミュージックビデオ撮影が行われ、それぞれがつながった内容になっている。12月半ばに日の出とともに撮影が開始され、冬の砂浜に裸足で立ったため、とても冷たかったと井口は述べている。
また、「終わらない歌」「おなじ空の下で」の発売記念番組が井口裕香 オフィシャルYouTubeチャンネルにて2回に分けて配信された。そのうち2回目の「発売記念特番」は、CD発売日の2019年2月13日に生配信された。

## 収録曲

### アーティスト盤、通常盤
CD
1. おなじ空の下で (4:15)
  - 作詞：Satomi / 作曲・編曲：渡辺拓也

アニメーション映画『劇場版 ダンジョンに出会いを求めるのは間違っているだろうか -オリオンの矢-』の主題歌。
井口曰く、一度聴いたらすぐ頭に残って、ライブでもすぐにみんな盛り上がれるようなキャッチーでポップな楽曲。別れの歌というよりも、“また会おうね”と約束する気持ちの歌詞になっている[4]。
レコーディングでは、映画館のエンドロールで流れることを考えて、観客が余韻に浸れるような感じを想像しつつ、この曲の持つ疾走感を大事にしたと語っている[5]。
仮タイトルは「NEVER ENDING STORY」。
2. Treasure (4:20)
  - 作詞：Satomi / 作曲・編曲：重永亮介

ゲーム「ダンジョンに出会いを求めるのは間違っているだろうか インフィニト・コンバーテ」の主題歌。
最初に楽曲を聴いたときに、“ライブで歌ったら絶対盛り上がりそう”と感じたという。『ダンまち』の主人公・ベルの気持ちを歌っている曲である一方で、井口自身の気持ちを歌っている曲でもあり、頑張っている人たちに向けて歌っているので、キャラクターのことは意識しすぎずにレコーディングしたと話している[5]。
3. おなじ空の下で (Instrumental) (4:15)
4. Treasure (Instrumental) (4:18)

DVD（アーティスト盤のみ）
1. “おなじ空の下で” (Music Video) (4:31)
ディレクター：橋本侑次朗
2. Behind the Scenes of “おなじ空の下で” (5:31)
3. TV-SPOT (0:18)

## オリジナルトレカ
| ナンバリング         | 特典種別            | 対象                    | 備考                          |
| -------------------- | ------------------- | ----------------------- | ----------------------------- |
| 131                  | 封入特典            | アーティスト盤 CD購入者 |                               |
| 132                  | 店舗別特典 (先着順) | アーティスト盤 CD購入者 | ソフマップ                    |
| 133                  | 店舗別特典 (先着順) | アーティスト盤 CD購入者 | HMV                           |
| 134                  | 店舗別特典 (先着順) | アーティスト盤 CD購入者 | とらのあな                    |
| 135                  | 店舗別特典 (先着順) | アーティスト盤 CD購入者 | ゲーマーズ                    |
| 136                  | 店舗別特典 (先着順) | アーティスト盤 CD購入者 | タワーレコード                |
| 137                  | 店舗別特典 (先着順) | アーティスト盤 CD購入者 | Amazon (オリジナルトレカ付き) |
| 138                  | 店舗別特典 (先着順) | アーティスト盤 CD購入者 | アニメイト                    |
| 139                  | 店舗別特典 (先着順) | アーティスト盤 CD購入者 | TSUTAYA                       |
| 140-149 終わらない歌 |                     |                         |                               |